# Sairé
Sairé est une municipalité brésilienne située dans l'État du Pernambouc.